# 김경희 (배구인)
김경희(金慶熙)는 대한민국의 배구인이다. 1988년 하계 올림픽 여자 배구 선수로 참여하였다. 이재영, 이다영 자매의 어머니이다